# Hodeige
Hodeige is een plaats en deelgemeente van de Belgische gemeente Remicourt. Hodeige ligt in de provincie Luik en was tot 1 januari 1977 een zelfstandige gemeente.

## Bezienswaardigheden
- De Tumulus van Hodeige
- De Sint-Andreaskerk (Église Saint-André) heeft een toren die vroeger versterkt was. Het schip werd in de 15e eeuw herbouwd en het koor stamt mogelijk uit de 13e eeuw.

## Natuur en landschap
Hodeige ligt aan de Yerne die in noordelijke richting naar de Jeker stroomt. De hoogte aan de kerk bedraagt 119 meter.

## Demografische ontwikkeling
- Bronnen:NIS, Opm:1831 tot en met 1970=volkstellingen, 1976= inwoneraantal op 31 december

## Nabijgelegen kernen
Bergilers, Oreye, Momalle, Lamine, Pousset